# Podnoszenie ciężarów na Letnich Igrzyskach Olimpijskich 1952
Podnoszenie ciężarów na Letnich Igrzyskach Olimpijskich 1952 w Helsinkach odbyło się w dniach 25 – 27 lipca w hali Messuhalli. W zawodach wzięło udział 142 sztangistów (tylko mężczyzn) z 41 krajów. W tabeli medalowej najlepsi okazali się reprezentanci Stanów Zjednoczonych z czterema złotymi i dwoma srebrnymi medalami. Po raz pierwszy w historii odbyły się zawody w wadze średniociężkiej (do 90 kg), jednocześnie zmieniono limit wagi ciężkiej na ponad 90 kg.

## Klasyfikacja medalowa
| Klasyfikacja medalowa | Klasyfikacja medalowa | Klasyfikacja medalowa | Klasyfikacja medalowa | Klasyfikacja medalowa | Klasyfikacja medalowa |
| --------------------- | --------------------- | --------------------- | --------------------- | --------------------- | --------------------- |
| Miejsce               | Reprezentacja         | Złoto                 | Srebro                | Brąz                  | Razem                 |
| 1.                    | Stany Zjednoczone     | 4                     | 2                     | 0                     | 6                     |
| 2.                    | ZSRR                  | 3                     | 3                     | 1                     | 7                     |
| 3.                    | Iran                  | 0                     | 1                     | 1                     | 2                     |
| 4.                    | Kanada                | 0                     | 1                     | 0                     | 1                     |
| 5.                    | Trynidad i Tobago     | 0                     | 0                     | 2                     | 2                     |
| 6.                    | Argentyna             | 0                     | 0                     | 1                     | 1                     |
| 6.                    | Australia             | 0                     | 0                     | 1                     | 1                     |
| 6.                    | Korea Południowa      | 0                     | 0                     | 1                     | 1                     |

## Medaliści
| Konkurencja                 | Złoto               | Wynik    | Srebro            | Wynik    | Brąz              | Wynik    |
| Waga kogucia (-56 kg)       | Iwan Udodow         | 315,0 kg | Mahmud Namdżu     | 307,5 kg | Ali Mirzaji       | 300,0 kg |
| Waga piórkowa (-60 kg)      | Rafael Czimiszkiani | 337,5 kg | Nikołaj Saksonow  | 332,5 kg | Rodney Wilkes     | 322,5 kg |
| Waga lekka (-67,5 kg)       | Tommy Kono          | 362,5 kg | Jewgienij Łopatin | 350,0 kg | Vern Barberis     | 350,0 kg |
| Waga średnia (-75 kg)       | Pete George         | 400,0 kg | Gerry Gratton     | 390,0 kg | Kim Seong-jip     | 382,5 kg |
| Waga lekkociężka (-82,5 kg) | Trofim Łomakin      | 417,5 kg | Stanley Stanczyk  | 415,0 kg | Arkadij Worobjow  | 407,5 kg |
| Waga półciężka (-90 kg)     | Norbert Schemansky  | 445,0 kg | Grigorij Nowak    | 410,0 kg | Lennox Kilgour    | 402,5 kg |
| Waga ciężka (+90 kg)        | John Davis          | 460,0 kg | James Bradford    | 437,5 kg | Humberto Selvetti | 432,5 kg |